# 12267 Denneau
12267 Denneau là một tiểu hành tinh vành đai chính với chu kỳ quỹ đạo là 978.1902432 ngày (2.68 năm).
Nó được phát hiện ngày 31 tháng 5 năm 1990.